# Michelle Lujan Grishamová
Michelle Lynn Lujan Grishamová (* 24. listopadu 1959 Los Alamos, Nové Mexiko) je americká právnička a politička. Je členkou Demokratické strany, bývalou členkou Sněmovny reprezentantů USA a od roku 2019 guvernérkou Nového Mexika.
Vykonávala funkci ministryně zdravotnictví v letech 2004 až 2007 a funkci komisařky okresu Bernalillo v letech 2010 až 2012. Do Sněmovny reprezentantů USA byla zvolena v roce 2012, když porazila Janice Arnold-Jonesovou. V roce 2016 byla vybrána jako předsedkyně kongresového hispánského výboru. V roce 2018 vyhrála demokratickou nominaci na guvernérku Nového Mexika a 6. listopadu 2018 porazila ve volbách republikánského protějška Steva Pearce.

## Raný život a vzdělání
Narodila se ve městě Los Alamos a vyrůstala v Santa Fe.
Vystudovala St. Michael's High School. Získala bakalářský titul v univerzitních studiích na University of New Mexico. Zde byla studentkou pracovního studia na technickém oddělení a členkou spolku Delta Delta Delta. V roce 1982 se provdala za Gregoryho Alana Grishama. Pracovala také jako technická stážistka pro Westinghouse Electric Corporation. V roce 1987 získala titul Juris Doctor na Právnické fakultě University of New Mexico.

## Raná politická kariéra
Pracovala jako ředitelka oddělení stárnutí a dlouhodobých služeb v Novém Mexiku pod vedením Bruce Kinga, Garyho Johnsona a Billa Richardsona. Během Richardsonova funkčního období byla tato pozice povýšena na úroveň státního kabinetu. V roce 2004 ji jmenoval ministryní zdravotnictví Nového Mexika a ona setrvala v této pozici až do roku 2007.
Později byla zvolena do komise Bernalillo County Commission, kde sloužila od roku 2010 do roku 2012.

## Sněmovna reprezentantů USA

### Volby
2008
Rezignovala na funkci ministra zdravotnictví a kandidovala do Sněmovny reprezentantů Spojených států ve volbách v roce 2008, jenže v demokratických primárkách prohrála oproti Martinu Heinrichovi, který vyhrál se 44 % hlasů. Ministryně zahraničí Nového Mexika Rebecca Vigil-Giron se umístila na druhém místě s 25 % a Michelle Lujan-Grishamová na třetím místě s 24 %.
2012
O demokratickou nominaci do sněmovny se znovu ucházela v roce 2012 poté co se Heinrich rozhodl kandidovat do Senátu USA. Vyhrála nominaci, porazila Martyho Chaveze a Wrica Griega. V listopadových všeobecných volbách porazila Janice Arnold-Jonesovou, bývalou členku Sněmovny reprezentantů v Novém Mexiku,59 % : 41 % hlasů.
2014
Porazila republikána Mikea Fresea ve volbách, 59 % : 41 % hlasů.
2016
Porazila Republikána Richarda Priema, získala 179,380 hlasů (65,1 %), Priem získal 96,061 hlasů (34,9 %).

### Funkční období
Složila přísahu jako člen Kongresu 3. ledna 2013. V roce 2016 byla jednou z devíti členů Kongresu, kteří podnikli cestu do Baku, o níž se později zjistilo, že ji tajně financovala vláda Ázerbájdžánu; musela po etickém vyšetřování odevzdat dary, které jí země dala, úředníkovi sněmovny. Jak Úřad pro etiku Kongresu, tak Etický výbor Sněmovny zjistily, že zákonodárci a poradci neměli žádný způsob, jak se dozvědět, že cesta byla financována nesprávně.
Také v roce 2016 byla vybrána jako předsedkyně Kongresového hispánského výboru.
Rezignovala na své místo ve sněmovně k 31. prosinci 2018, aby se následujícího dne ujala postu guvernéra Nového Mexika.